# Eduardo Martínez Somalo
Eduardo Martínez Somalo, né le 31 mars 1927 à Baños de Río Tobía en Espagne et mort le 10 août 2021 au Vatican, est un  cardinal espagnol de la Curie romaine, camerlingue de 1993 à 2007.

## Biographie

### Prêtre
Après avoir commencé sa formation au séminaire de son diocèse, Eduardo Martínez Somalo poursuit ses études à Rome où il obtient des licences en théologie et en droit canon à l'Université pontificale grégorienne. Il est ordonné prêtre le 19 mars 1950 pour le diocèse de Calahorra y La Calzada.
Il exerce brièvement son ministère sacerdotal dans son diocèse avant de retourner à Rome pour suivre les cours de l'académie pontificale ecclésiastique qui forme les diplomates du Vatican et obtenir un doctorat en droit canon à l'université pontificale du Latran.
Il devient responsable de la section espagnole de la secrétairerie d'État et enseigne à l'académie pontificale ecclésiastique.
En 1970, après une courte mission auprès de la nonciature en Grande-Bretagne, il devient assesseur de la secrétairerie d'État.

### Évêque
Nommé archevêque titulaire de Thagora (de) et nonce apostolique en Colombie (en) le 12 novembre 1975, il est consacré évêque le 13 décembre suivant par le cardinal Jean-Marie Villot.
Le 5 mai 1979, il revient à Rome comme substitut de la secrétairerie d'État. À ce titre, il suit le pape Jean-Paul II dans tous ses voyages apostoliques jusqu'au 1er juillet 1988 où il est nommé préfet de la Congrégation pour le culte divin et la discipline des sacrements.
Le 21 janvier 1992, il change de dicastère et devient préfet de la Congrégation pour les Instituts de vie consacrée et les Sociétés de vie apostolique, charge qu'il assume jusqu'au 11 février 2004.

### Cardinal
Il est créé cardinal par le pape Jean-Paul II lors du consistoire du 28 juin 1988 avec le titre de cardinal-diacre de SS. Nome di Gesù.
Il est cardinal protodiacre à partir de 1996, jusqu'à ce qu'il soit élevé au rang de cardinal-prêtre le 9 janvier 1999.
Nommé camerlingue de l'Église catholique, il exerce cette fonction du 5 avril 1993 au 4 avril 2007. À ce titre, il assuma la charge de l'administration du Saint-Siège pendant la vacance du Siège apostolique consécutive au décès de Jean-Paul II le 2 avril 2005, tout en participant à l'élection de son successeur au cours d'un conclave, qui voit l'élection de Benoît XVI. 

Armoiries utilisée par Eduardo Martínez Somalo pendant la période sede vacante à titre de camerlingue.
Pièce de 2 euros aux armes du camerlingue Eduardo Martínez Somalo, légendée .SEDE·VACANTE·MMV. (2005).

Le 31 mars 2007, il perd sa qualité d'électeur à ses 80 ans, ce qui l'empêche de prendre part aux votes du conclave de 2013, qui se déroule dans le contexte de la renonciation de Benoît XVI, à la suite de quoi François est élu au pontificat.
Il meurt le 10 août 2021 au Vatican à l'âge de 94 ans, ses obsèques ont lieu en la basilique Saint-Pierre.